# M5 (артиллерийский тягач)
M5 (англ. M5 High-Speed Tractor) — американский артиллерийский скоростной тягач периода Второй мировой войны.

## История
Разработка М5 началась в 1941 году на базе лёгкого танка М3. Фирмой International Harvester были построены три опытных образца (T13, T20 и T21), по результатам испытаний которых T21 был принят на вооружение под наименованием M5.

## Конструкция
М5 являлся артиллерийским скоростным тягачом и предназначался для буксировки артиллерийских орудий (105-мм гаубиц М101, 155-мм пушки "Длинный Том"), зенитных орудий, перевозки орудийного расчёта и боеприпасов, буксировки прицепа M10.
М5 оснащались лебёдкой "Garwood".
Вооружение состояло из одного пулемёта:
- штатным вооружением M5 являлся 7,62-мм пулемёт Браунинг M1919A4
- некоторое количество тягачей было вооружено 12,7-мм пулемётом Browning M2HB

Вне зоны боевых действий тягачи использовали без установленного вооружения.

## Варианты и модификации
M5 выпускался в пяти модификациях:
- M5 - на шасси танка M3 Stuart, открытый сверху корпус с брезентовым тентом (soft top), место водителя по центру машины
- M5A1 - на шасси танка M5 Stuart, закрытый корпус (hard top), место водителя слева
- M5A2 - открытый сверху корпус с брезентовым тентом (soft top), место водителя по центру машины
- M5A3 - на шасси танка M5A1 Stuart, закрытый корпус (hard top), место водителя слева
- M5A4

## Страны-эксплуатанты
- США - принят на вооружение армии США в октябре 1942 года, после окончания Второй мировой войны ещё некоторое время оставался на вооружении. Тягачи из наличия вооружённых сил США поставлялись странам-союзникам США
- Великобритания - поставлялись по программе ленд-лиза
- СССР - в 1944 году менее 200 получено по программе ленд-лиза[2]. В отчётах 39-й, 45-й и 46-й пушечных артиллерийских бригад, 5-й и 9-й артиллерийских дивизий РВГК и 4-го Украинского фронта, наряду с многими положительными сторонами этой машины, отмечался и ряд отрицательных. В целом, тягач М5 все же был признан удовлетворительным для буксировки орудий весом до 8 т, хотя его проходимость оказалась недостаточной. Особое нарекание вызывало большое потребление высокооктанового бензина КБ-70.
- Югославия[уточнить]
- Япония — после окончания Второй мировой войны США передали некоторое количество тягачей для «японских сил самообороны»
- Пакистан - после провозглашения независимости Пакистана в 1947 году, в распоряжение пакистанской армии перешло некоторое количество тягачей, ранее находившихся на вооружении частей британской армии в Британской Индии
- Федеративная республика Германия - после создания в 1955 году бундесвера, полученные по программе военной помощи из США тягачи использовались под наименованием Vollkettenartillerietraktor M5A4

В 1942-1945 гг. поставлялся союзникам США по антигитлеровской коалиции.